# Alfrēds Krauklis
Alfrēds Krauklis (8 dicembre 1911 – Riga, 17 novembre 1991) è stato un cestista e allenatore di pallacanestro lettone.

## Carriera
Con la Lettonia ha disputato i Campionati europei del 1939, vincendo la medaglia d'argento.